# Titanomachia (poema)
La Titanomachia (in greco antico: Τιτανομαχία?; etimologicamente: guerra dei Titani) è un poema epico perduto in lingua greca, che fa parte del "Ciclo delle origini" ed è quindi incluso nel Ciclo epico. Narrava la lotta di Zeus e gli altri dei dell'Olimpo per spodestare i Titani guidati da Crono.
La tradizione lo attribuisce a Eumelo di Corinto, un poeta greco antico, autore anche di un poema del "Ciclo argonautico", i "Canti corinzi", ma molti poeti hanno cantato questa storia, e l'attribuzione è molto incerta.
La Titanomachia era composta da almeno 2 libri, e il racconto della guerra era preceduto da una teogonia, ovvero dalla genealogia divina originata da Urano e Gea.